# William Rutherford Mead

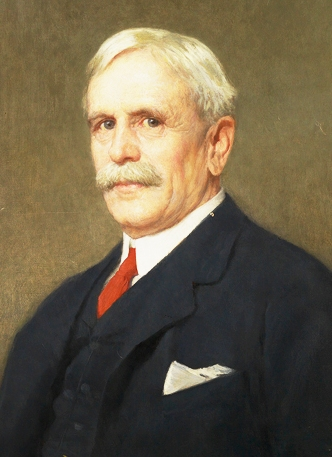
William Rutherford Mead, porträtiert von William Henry Lippincott 1910

William Rutherford Mead (* 20. August 1846 in Brattleboro, Vermont; † 30. Juni 1928 in Paris) war ein US-amerikanischer Architekt und ein Mitbegründer des Unternehmens McKim, Mead and White.
Seine Schwester Elinor heiratete später den Schriftsteller William Dean Howells und sein jüngerer Bruder Larkin Goldsmith Mead wurde Bildhauer. William studierte am Amherst College, wo er 1867 seinen Abschluss machte. Später studierte er unter Russell Sturgis in New York City.
Ab 1872 arbeitete Mead mit Charles Follen McKim zusammen und 1879 gesellte sich Stanford White zu ihnen, um das gemeinsame Unternehmen McKim, Mead and White zu gründen. 1883 heiratete Mead in Budapest Olga Kilenyi (1866–1936). 1902 verlieh König Viktor Emanuel III. von Italien Mead den Orden der Krone von Italien in der Stufe Komtur, um ihn für seine Bemühungen zu ehren, den Baustil der Romanik und der italienischen Renaissance in den Vereinigten Staaten zu verbreiten. 1902 verlieh ihm das Amherst College ehrenhalber einen LL.D. und 1909 erhielt er von der Norwich University einen Master of Science. William und Olga lebten gemeinsam in Rom, Italien, wo er bis zu seinem Tod 1928 Präsident der American Academy in Rome war. Seit 1908 war er gewähltes Mitglied der American Academy of Arts and Letters.
Seine Frau Olga starb 1936 in New York City und vermachte ihr Vermögen dem Amherst College. Das Geld wurde verwendet, um das Mead Art Building zu bauen, das von James Kellum Smith (Architekturbüro McKim, Mead and White) entworfen wurde. Das Gebäude wurde 1949 fertiggestellt. Die Papiere von Mead werden in den Archiven des Colleges aufbewahrt. William und Olga sind beide auf dem Protestantischen Friedhof in Rom beerdigt.

## Große Arbeiten
Zu den großen Arbeiten Meads gehören:
- American Academy in Rome, Rom, Italien, 1913
- Boston Public Library, Boston, Massachusetts, 1887 bis 1895
- Isaac Bell House, Newport, Rhode Island, 1881 bis 1883
- Pierpont Morgan Library, New York City, New York, 1906
- New York Herald Building, New York City, 1894
- New York Racquet Club, New York City, 1916 bis 1919
- Newport Casino, Newport, Rhode Island, 1879 bis 1880
- Pennsylvania Station, New York City, 1910
- Rhode Island State House, Providence, Rhode Island, 1895 bis 1903
- University Club of New York, New York City, New York, 1900
- W. G. Low House, Bristol, Rhode Island, 1887